# 東臨道
東臨道（とうりん-どう）は中華民国北京政府により設置された山東省の道。

## 沿革
1913年（民国2年）1月18日に済南道として設置。観察使は聊城県に設置され、下部に聊城、堂邑、博平、茌平、清平、莘県、冠県、館陶、高唐、恩県、臨清、武城、夏津、邱県、徳県、平原、陵県、臨邑、禹城、東平、東阿、平陰、陽穀、寿張、濮県、朝城、観城、范県の29県を管轄した。1914年（民国3年）5月23日に東臨道と改称され、観察使も道尹と改められた。1925年（民国14年）に廃止されている。

## 行政区画
廃止直前の下部行政区画は下記の通り。（50音順）
- 禹城県
- 恩県
- 夏津県
- 冠県
- 観城県
- 館陶県
- 邱県
- 高唐県
- 茌平県
- 寿張県
- 莘県
- 清平県
- 朝城県
- 東阿県
- 東平県
- 堂邑県
- 徳県
- 博平県
- 范県
- 武城県
- 平陰県
- 平原県
- 濮県
- 陽穀県
- 陵県
- 聊城県
- 臨清県
- 臨邑県